# Estaràs
Estaràs är en kommun i Spanien.   Den ligger i provinsen Província de Lleida och regionen Katalonien, i den östra delen av landet, 400 km öster om huvudstaden Madrid. Antalet invånare är 168. Arean är 21,0 kvadratkilometer. Estaràs gränsar till Castellfollit de Riubregós, Pujalt, Sant Guim de Freixenet, Ribera d'Ondara, Cervera, Les Oluges, Sant Ramon och Ivorra. 
Terrängen i Estaràs är platt.